# Isokyanidy
Isokyanidy (také nazývané isonitrily nebo karbylaminy) jsou organické sloučeniny obsahující funkční skupinu -N≡C, ta je izomerní s nitrilovou (kyanidovou) skupinou -C≡N; názvoslovná předpona je isokyano-. Organický zbytek je na skupinu navázán přes dusík, zatímco u nitrilů se váže přes uhlík. Isokyanidy se použřívají jako výchozí látky na přípravu dalších sloučenin.

## Vlastnosti

### Struktura
Vazby C-N u isokyanidů jsou krátké, v případě methylisokyanidu jde o 115,8 pm. Velikosti úhlů C-N-C jsou blízko 180°.
Podobně jako oxid uhelnatý mají isokyanidy dvě rezonanční struktury, jednu s trojnou vazbou a jednu s dvojnou vazbou mezi dusíkovým a uhlíkovým atomem. Volný pár π elektronů u dusíku je příčinou lineárního tvaru skupiny, i když isokyanidy reagují částečně jako karbeny. Z tohoto vyplývá, že obě rezonanční struktury dobře popisují skutečný stav; díky nim u isokyanidů dochází k polymerizaci.

### Spektroskopické vlastnosti
Infračervená spektra isokyanidů vykazují silnou absorpci při vlnočtech 2165 až 2110 cm−1. Elektronová symetrie v jádrech 14N v molekulách isokyanidů vede k pomalé kvadrupólové relaxaci, takže lze pozorovat 13C-14N jaderný spin.

### Toxicita
Některé isokyanidy (například cyklohexylisokyanid) jsou toxické, zatímco ostatní nevykazují významnou toxicitu. Isokyanidy také často silně zapáchají.

## Příprava

### Z kyanidu stříbrného
Prvním připraveným isokyanidem byl allylisokyanid, a to reakcí allyljodidu s kyanidem stříbrným.
RX + AgCN → RNC + AgX
Alkylací kyanidu alkalického kovu obvykle vznikne nitril, ovšem stříbrný kation chrání koncový atom uhlíku.

### Z formamidů
Isokyanidy se často připravují dehydratací formamidů. K dehydrataci lze použít toluensulfonylchlorid, oxychlorid fosforečný, fosgen, difosgen a nebo Burgessovo činidlo za přítomnosti zásady, například pyridinu či triethylaminu.
RNHC(O)H + ArSO2Cl + 2C5H5N → RNC + [C5H5NH]+[ArSO3]– + [C5H5NH]+Cl–

### Z dichlorkarbenů
Při karbylaminové reakci reaguje hydroxid alkalického kovu s chloroformem za vzniku dichlorkarbenu, který následně reaguje s primárním aminem, čímž se tvoří isokyanid. Příkladem může být příprava terc-butylisokyanidu z terc-butylaminu za přítomnosti benzyltriethylamoniumchloridu jako katalyzátoru:
(CH3)3CNH2 + CHCl3 + 3 NaOH → (CH3)3CNC + 3 NaCl + 3 H2O
Jelikož jde o jedinou známou reakci specifickou pro primární aminy, tak se často používá k důkazu jejich přítomnosti.

## Reakce
Isokyanidy nereagují se silnými zásadami (často vznikají v silně zásaditém prostředí), ale reagují s kyselinami. Ve vodných roztocích kyselin se hydrolyzují na odpovídající formamidy:
RNC + H2O → RN(H)C(O)H
Tato reakce se využívá k odstranění zápachu isokyanidů.
Některé isokyanidy se za přítomnosti Lewisových a Brønstedových–Lowryho kyselin polymerizují.
Isokyanidy se účastní mnoha vícesložkových reakcí v organické syntéze, jako jsou Ugiho reakce a Passeriniho reakce.
Také mohou podstoupit cykloadiční reakce, jako například [4+1] cykloadiční reakci s tetraziny. V závislosti na počtu substituentů na isokyanidu vznikají karbonylové sloučeniny nebo stabilní cyklické produkty. Isokyanidy také mohou reagovat s vazbami C–Cl u acylchloridů.
Isokyanidy také mohou být reaktanty v reakcích, katalyzovaných palladiem, s mnoha dalšími sloučeninami.
Pozice α v molekulách isokyanidů vykazuje zřetelnou kyselost; například benzylisokyanid má pKa 27,4, zatímco pKa fenylacetonitrilu je 21,9. V plynném skupenství je CH3NC o 7,5 kJ/mol méně kyselý než CH3CN.

### Isokyanidy jako ligandy

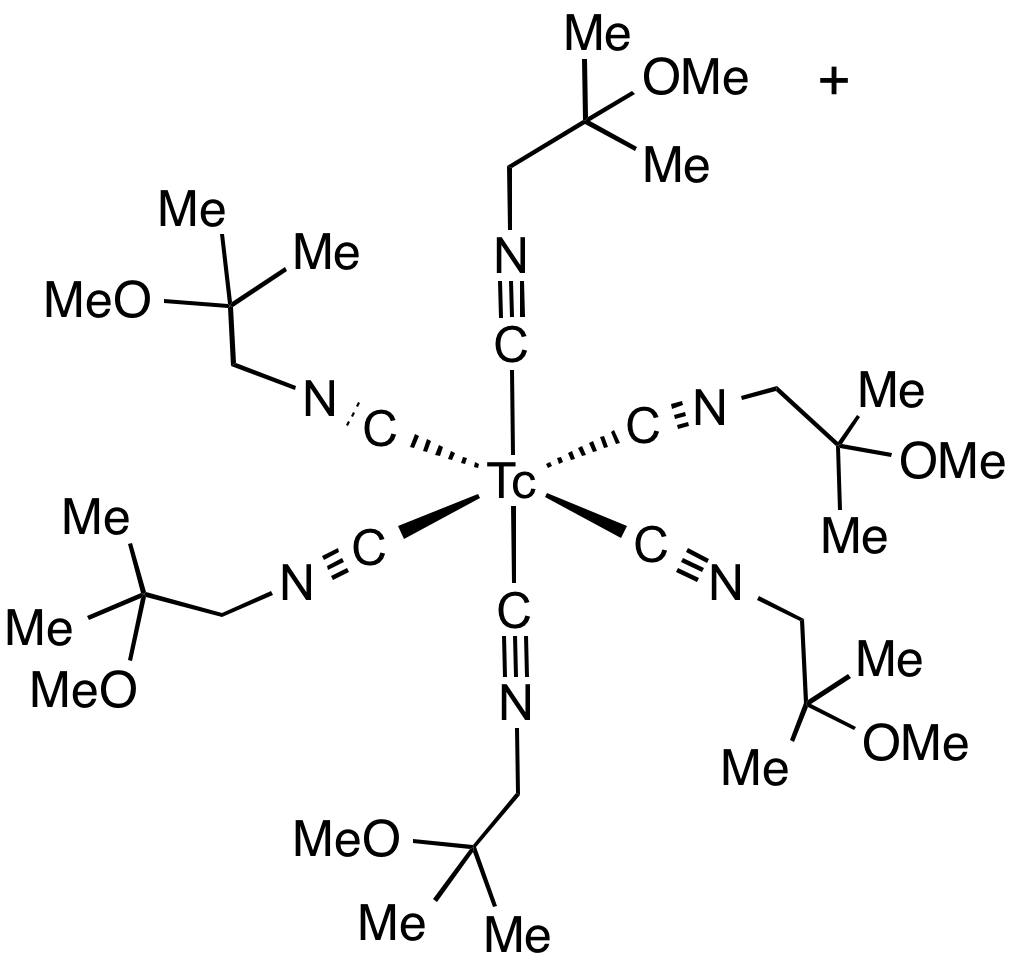
Komplex technecia s isokyanidem využívaný v lékařských zobrazovacích metodách

Isokyanidy vytvářejí komplexy s většinou přechodných kovů., reagují přitom jako analogy oxidu uhelnatého. Příkladem je terc-butylisokyanid, který tvoří komplex Fe2(tBuNC)9, analogický k Fe2(CO)9. I když mají tyto komplexy podobnou strukturu jako příslušné komplexy CO, tak jsou v některých vlastnostech odlišné, převážně z toho důvodu, že t-BuNC je lepší donorový ligand než CO. Fe(t-BuNC)5 se tak na rozdíl od Fe(CO)5 protonuje snadno.

## Výskyt v přírodě

Xanthocillin je jednou z mála známých přírodních látek obsahujících isokyanidovou funkční skupinu (zde dokonce dvě).

Isokyanidovou funkční skupinu obsahuje pouze několik málo přírodních látek. První taková byla objevena roku 1957 v extraktu z plísně Penicillium chrysogenum. Tato látka, pojmenovaná xanthocillin, byla později používána jako antibiotikum. Posléze bylo z přírodních zdrojů získáno několik dalších isokyanidů. Většina isokyanidů z mořských organismů patří mezi terpenoidy, zatímco některé isokyanidy u suchozemských organismů jsou deriváty α aminokyselin.